# Заосколля
Заосколля (рос. Заосколье) — хутір в Мантуровському районі Курської області Російської Федерації.
Населення становить 240 осіб. Входить до складу муніципального утворення Ріпецька сільрада.

## Історія
Населений пункт розташований на території українського етнічного та культурного краю Східна Слобожанщина.
Від 2004 року входить до складу муніципального утворення Ріпецька сільрада.

## Населення
| 2002 | 2010 |
| ---- | ---- |
| 246  | ↘240 |